# Knismesis y gargalesis
Knismesis y gargalesis son los términos científicos acuñados en 1897 por los psicólogos Stanley Hall y Arthur Allin para describir dos tipos de cosquillas. La knismesis se refiere a las cosquillas ligeras, del tipo de las producidas al hacerlas con una pluma. Generalmente la knismesis no induce a la risa, y suele ir acompañada de una sensación de picor. La gargalesis se refiere a cosquillas más enérgicas, que inducen risa, e involucran la aplicación repetida de alta presión en zonas sensibles del cuerpo.

## Knismesis
El fenómeno knismético requiere de niveles reducidos de estimulación de las partes sensibles del cuerpo, y puede ser desencadenado por un ligero roce o una corriente eléctrica leve. La knismesis también puede ser producida por insectos rastreros o parásitos sobre la piel, incitando a rascar o frotarse la zona cosquilleante y, de ese modo, librarse del insecto. Es posible que esta función explique por qué la knismesis produce respuestas similares en multitud de animales distintos. En un famoso ejemplo, descrito por Peter Benchley en su libro Shark!, es posible rascar una zona justo bajo la barbilla de un tiburón blanco produciendo una respuesta casi hipnótica sobre el animal.

## Gargalesis
La gargalesis está generalmente asociada con el juego entre congéneres y la risa. La gargalesis es una respuesta observada a ciencia cierta en primates, aunque es posible que otras especies también la experiencien. Por ejemplo, se informan vocalizaciones ultrasónicas descritas como «chirridos» en ratas en respuesta a las cosquillas humanas, estas juegan en el comportamiento social e incluso tienen efectos terapéuticos. Sin embargo, las ratas hembras adultas pueden percibir la sensación de cosquillas como adversa.
Las terminaciones nerviosas involucradas en transmitir los estímulos ligeros y picantes asociados con la knismesis son distintas a las implicadas en la transmisión de las altas presiones asociadas con la gargalesis, lo cual sugiere que las diferentes sensaciones asociadas con ambos tipos de cosquillas se deban a la proporción relativa de sensación de picor con respeto a sensación de presión.
Aunque es posible desencadenar la respuesta knismética en uno mismo, es prácticamente imposible producir una gargalestesia, la respuesta gargalética, sobre uno mismo. La hipergargalestesia es la excesiva sensibilidad a las cosquillas, y está considerada como un trastorno nervioso leve.